# فضل الحق الأميني
فضل الحق بن واجد الدين الأميني (بالإنجليزية: Fazlul Haque Amini) (15 نوفمبر 1945 - 12 ديسمبر 2012) (بالبنغالية: ফজলুল হক আমিনী) باحث مسلم وسياسي من بنغلاديش. شغل منصب عضو في برلمان بنغلاديش من عام 2002 إلى 2007. كان خبيرًا في مجالات الفقه الإسلامي، الحديث النبوي والصوفية. كما شغل عددًا من المناصب في مجالس المدارس القومية. كما كان مديرًا للجامعة القرآنية العربية، لالباغ، دكا، إحدى أكبر مدارس الديوبندية الإسلامية في بنغلاديش.

## مسيرته
ولد فضل الحق الأميني بتاريخ 15 نوفمبر 1945 في قرية أمينفور بمحافظة شهيدباريا، له أخوان وثلاث أخوات. الأول: نور الحق، والثاني: فضل الحق، وأخته الأولى: أمينة بيجوم، الثانية: مؤمنة بيجوم، والثاثلة: أم رومانة، بيد أن إحداهن ماتت عقب ولادتها.
تلقى تعليمه الابتدائي من أبيه الشفيق الحاج واجد الدين رحمه الله وأمه الحنون، ثم التحق بالجامعة الإسلامية اليونوسية في شهيدباريا، ولكنه لم يكن منهمكا في الدراسة في أول وهلته، ذلك نقله أبوه بمشاورة العلامة سراج الإسلام المشهور بـ«رئيس المفسرين» من شهيدباريا إلى مدرسة مصطفى غَنْج في بِكْرَمْفور، التي تتبع محكمة منشي غنج في مديرية داكا، ودرس هناك ثلاث سنوات تحت الحافظ محسن الدين، ثم التحق بـ«الجامعة الحسينية أشرف العلوم بروكترا» بـ«داكا القديمة» تحت العلامة عبد الوهاب البيرجي. ثم في عام 1961 ، التحق بجامعة القرآنية العربية بلالباغ لدراسات الحديث. في عام 1969 ، بناء على طلب العلامة شمس الحق الفريدفوري ، طور الأميني معرفته بالحديث والفقه من خلال الذهاب إلى الجامعة البنورية العالمية في كراتشي، غرب باكستان لمدة عام واحد حيث درس على يد محمد يوسف البنوري.
سافر إلى باكستان للدراسة، وبعد رجوعه قام بمنصب الإمام والخطيب في سوق بازار بـ«داكا القديمة»، ولم يمض على ذلك طويل وقت حتى دعاه الشيخ محمد الله المعروف بحافظجي حضور إلى الجامعة النورية بـ«كمرنغرجر» (في حضن العاصمة دكا)، ليشتغل بالتدريس في تلك الجامعة، ولكن عندما أغارت حكومة باكستان على البنغاليين، أغلقت المدارس الأهلية والرسمية، إلا المدرسة الإسلامية مؤمن بور بمحافظة صاندبور، فأرسله حافظجي حضور هناك، حيث حفظ القرآن الكريم خلال تسعة أشهر.
ثم تولى منصب الفتاوى بالجامعة القرآنية بـ«لالباغ» سنة 1975، وبالتالي ترقى إلى منصب نائب الرئيس بالجامعة ومنصب المفتي الأعظم، وبعد أيام توفي حافظجي حضور، فوليت عليه مسؤولية إدارة الجامعة، وقام بمنصب تدريس صحيح البخاري إلى آخر حياته، وبجانب التدريس كان يحضر الحفلات الدعوية الإسلامية، ويحاضر ويعظ الناس عبر البلاد، وكان الناس يحضرون لسماع وعظه من مختلف المناطق في البلاد.
انتُخِب مُدرِّسا بالجامعة النورية أشرف آباد سنة 1970، وتلك السنة تزوج ببنت الشيخ أمير شريعة الإسلام في بنغلاديش محمد الله المعروف بـ«حافظي حضور»، ثم عين معين المفتي بالجامعة القرآنية العربية بـ«لالباغ» سنة 1972، ثم تولى رئاستها سنة 1987.
حلّ في مجال السياسة سنة 1981، لرفع قيمة الدين الإسلامي وأهله في المجتمع، وإشاعته وإقامة الخلافة الإسلامية في بنغلاديش. لكنه واجه مضايقات، ففي 26 سبتمبر 2011، أمرته المحكمة العليا بتسليم نفسه للسلطات على الفور. قضى ما تبقى من حياته تحت الإقامة الجبرية، وحركاته محاصرة من قبل الشرطة في منزله في لالبغ تانا، دكا.

## شيوخه
كان أكثر من لازمهم في بنغلاديش وتشرب من علومهم وفكرهم:
- الشيخ شمس الحق الفريدبوري
- الشيخ محمد الله الحافظجي حضور
- الشيخ عبد الوهاب «برجي»
- الشيخ عزيز الحق المشهور بشيخ الحديث في بنغلاديش
- رئيس المفسرين سراج الإسلام

## تلاميذه
- الشيخ المفتي دلاور حسين
- الشيخ المفتي عمران المظهري
- الشيخ أبو طاهر المصباح
- الشيخ محب الله
- الشيخ المفتي يحي
- الشيخ شبير أحمد
- الشيخ عبد الغفار
- الشيخ عبد المتين

## وفاته
بعد مناهضته للحكومة، بقي إحدى وعشرين شهرا في الإقامة الجبرية، حتى توفي في العاصمة دكا بتاريخ 12 ديسمبر 2012 على الساعة 12:20 (GMT + 6).